# Mes de lectura de autor
Mes de lectura de autor es el festival literario más grande de la República Checa que organiza la editorial Větrné mlýny de Brno desde el año 2000. Tiene lugar durante las vacaciones de verano del 1 hasta el 31 de julio.

## Historia
Entre los años 2000 y 2004 tuvo lugar en Brno en Kabinet múz (antiguamente HaDivadlo) y a partir del año 2005 se trasladó a la sala del teatro Husa na provázku donde se celebra actualmente también. 
Al principio eran 31 lecturas (un autor cada noche), pero poco a poco evolucionó y actualmente son dos autores cada noche durante todo el mes. Primero es un autor checo y después la segunda lectura está dedicada a un escritor del país invitado. Hasta ahora han presentado su literatura los países o ciudades siguientes:
- 2005 Eslovaquia
- 2006 Berlín
- 2007 Bielorrusia
- 2008 Canadá
- 2009 Austria
- 2010 Francia (primer año cuando se celebra este evento no solo en Brno sino también en la ciudad de Ostrava)
- 2011 Polonia (el festival expande a dos ciudades más: Breslavia en Polonia y Košice en Eslovaquia)
- 2012 Eslovenia
- 2013 autores de habla alemana
- 2014 Escocia
- 2015 Ucrania (se junta también la ciudad Leópolis en Ucrania como otro lugar del evento)
- 2016 España
- 2017 Georgia
- 2018 Turquía
- 2019 Rumania
- 2020 Hungría

## País invitado - España
Han asistido casi 30 escritores y escritoras y contamos con la presencia de todas las lenguas oficiales. Estuvieron, por ejemplo, los autores siguientes: Rosa Montero, Carme Riera, Ignacio Vidal-Folch, Domingo Villar, Jordi Llobregat, Pilar Adón, Vanessa Montfort, Jorge Eduardo Benavides, Ernesto Pérez Zúñiga, periodista Jesús Ruiz Mantilla o dramaturgo Carlos Be.